# Ширазский метрополитен
Ширазский метрополитен (перс. متروی شیراز‎) — система линий метрополитена в Ширазе. Открыта 11 октября 2014 года. Стала третьей в Иране.

## История
Строительство метрополитена началось в 2001 году, первый участок длиной 10,5 км с 5 станциями был открыт 11 октября 2014 года. Ещё три станции открылись на действующем участке в 2015—2016 годах.
20 апреля 2017 года запущен в эксплуатацию второй участок Первой линии без промежуточной станции, которая открылась только 10 февраля 2019 года.
22 августа 2017 года открыт третий участок Первой линии длиной 10,5 км с 2 промежуточными станциями, ещё 5 из 6 открылись в 2017—2018 годах.
27 августа 2020 года открылась последняя станция «Вакилорруая» на действующем участке Первой линии.
8 февраля 2023 года открыт первый (южный) участок Второй линии длиной 5,6 км с тремя станциями.

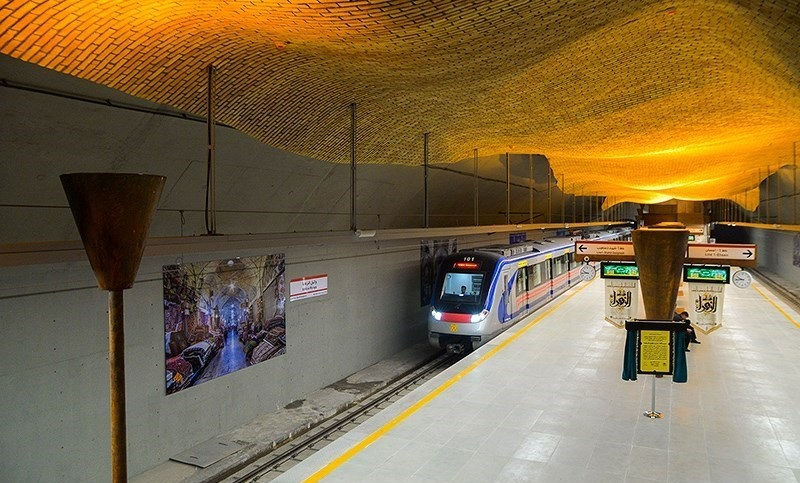
Станция Vakil Roaya

## Линии

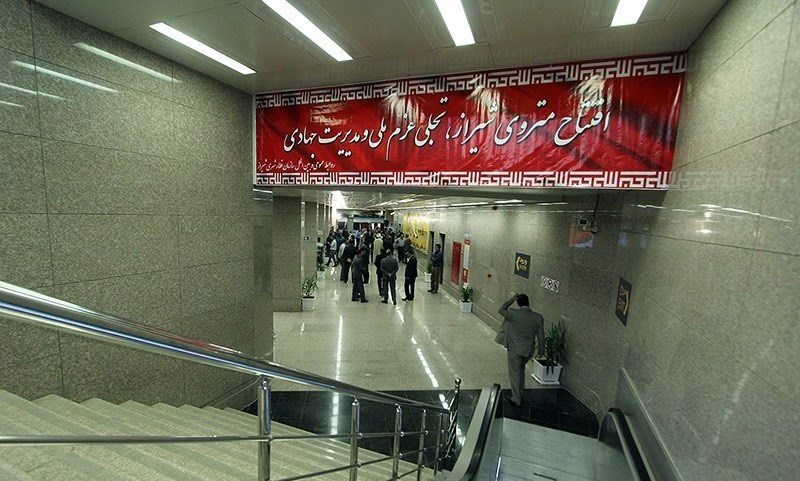
Лестница

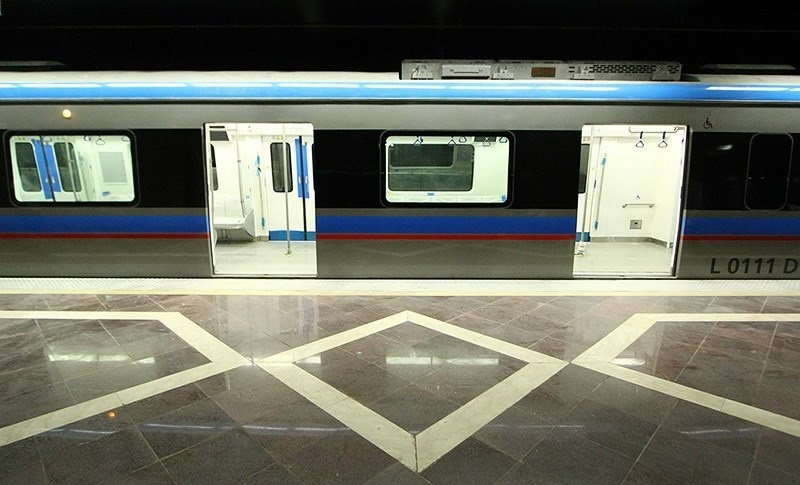
Поезд

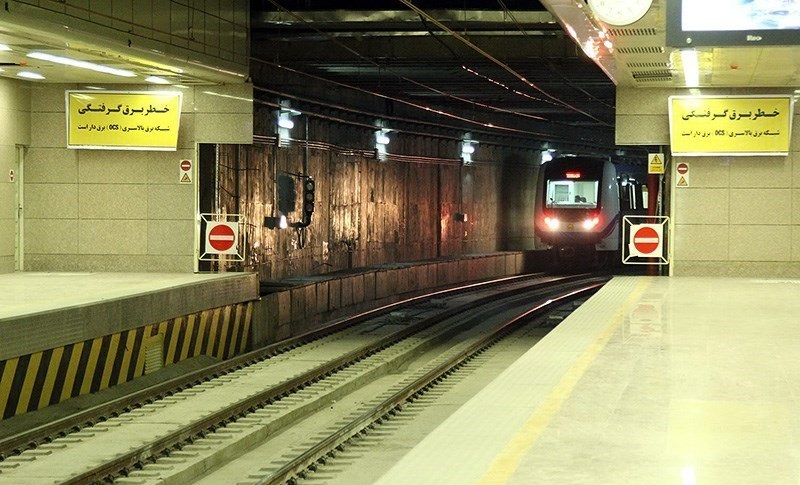
Станция

- Первая линия имеет длину 22,5 км, 19 подземных и 1 наземную (на мосту Чамран) станции[5][6]. Линия проходит от площади Голь-э-Сорх вблизи международного аэропорта Шираз на юго-востоке города до площади Эхсан на северо-востоке. В южном участке 15 км линии проходят в проложенных с помощью тоннелепроходческих комплексов двух тоннелях глубокого заложения диаметром 7 м, остальная часть — в сооруженном открытым способом едином двухпутном тоннеле мелкого заложения. Между мостом Чамран и площадью Мирзы Кучек-хана (район Маали-абад) линия идёт по поверхности. Станции глубокого заложения имеют островные (центральные) платформы, мелкого — береговые (боковые). 22 августа 2017 года открыт новый участок 1 линии, длина 10,5 км.

- Вторая линия длиной 12,5 км с 11 подземными и 2 наземными станциями[5] пройдёт на глубине 15 м в двух тоннелях 7-метрового диаметра. Южная часть — от станции пересадки с Первой линии на площади Имама Хусейна до шоссе Миан и Адель-абад через улицу Ингилаб и площадь Басидж[2]. Первый участок длиной 5,6 км с 3 станциями открыт 8 февраля 2023 года[4]. 26 февраля 2024 года для пассажиров открылись ещё 2 промежуточные станции.

- Третья планируемая линия длиной 16 км от станции пересадки с Первой линии на площади Мирзы Кучек-хана до района новый город Садра первые 4 км идёт в тоннеле мелкого заложения с 4 станциями, а затем — наземно с 4 станциями[5][2]. Одна из станций будет у железнодорожного вокзала Шираза.